# Pelophylax shqipericus
Pelophylax shqipericus é uma espécie de anura da família Ranidae.
Pode ser encontrada nos seguintes países: Albânia, Montenegro e Sérvia.
Os seus habitats naturais são: rios, pântanos, lagos de água doce.
Está ameaçada por perda de habitat.